# 高尚国
高尚国（1956年—），湖南祁东人，汉族，中华人民共和国政治人物、第十二届全国人民代表大会解放军代表。
毕业于二炮指挥学院军队政治工作专业。加入中国共产党。2013年，担任全国人大代表。